# Pelochrista decolorana
Pelochrista decolorana es una especie de polilla perteneciente al género Pelochrista, categorizada en la tribu Eucosmini, de la subfamilia Olethreutinae.

## Distribución
Se distribuye por Europa.

## Taxonomía
Fue descrita por Freyer en 1842 y publicada por primera vez en Neuere Beitr. Schmett.-Kunde 4: 48.